# جيم ماكلوسكي
جيم ماكلوسكي (بالإنجليزية: Jim McCluskey)‏ هو لاعب كرة قدم وحكم كرة قدم بريطاني، ولد في 1 نوفمبر 1950 في North Lanarkshire ‏ في المملكة المتحدة، وتوفي في 14 نوفمبر 2013 في إسكتلندا في المملكة المتحدة.